# Lebeckia marginata
Lebeckia marginata är en ärtväxtart som beskrevs av Ernst Meyer. Lebeckia marginata ingår i släktet Lebeckia och familjen ärtväxter. Inga underarter finns listade i Catalogue of Life.